# 에이리크 2세

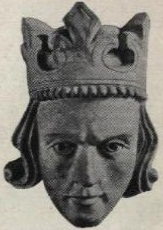
스타방에르 성당에 있는 에이리크 2세 흉상

에이리크 2세(노르웨이어: Eirik II, 1268년 ~ 1299년 7월 15일) 또는 에이리크 망누손(노르웨이어: Eirik Magnusson, 고대 노르드어: Eiríkr Magnússon)은 노르웨이의 국왕(재위: 1280년 5월 9일 ~ 1299년 7월 15일)이다. 스베리르 가 출신이다.

## 생애
망누스 6세 국왕의 아들로 태어났다. 1280년 5월 9일 망누스 6세가 사망하면서 노르웨이의 국왕으로 즉위했다.
1281년에는 스코틀랜드의 알락산다르 3세 막 알락산다르(Alaxandair mac Alaxandair) 국왕의 딸인 마그라드 닉 리 알라스다르(Maighread Nic Rìgh Alasdair)와 결혼했다. 마그라드 왕비는 1283년 마르그레트 에이릭스도티르(Margrét Eriksdottir)라는 딸이 태어났을 때에 사망했다. 1293년에는 스코틀랜드의 귀족의 딸인 이저벨 브루스(Isabel Bruce)와 결혼했다. 재위 기간 동안에는 한자 동맹과의 관계 강화에 주력했다.
1299년에 사망하던 당시에는 이저벨 왕비 사이에서 낳은 딸인 잉에비외르(Ingebjørg)를 두었다. 당시 노르웨이의 왕위 계승법에서는 여자의 왕위 계승을 인정하지 않았기 때문에 노르웨이의 왕위는 에이리크 2세의 동생인 호콘 5세가 승계받았다.
| 전임 망누스 6세 | 노르웨이의 국왕 1280년 5월 9일 ~ 1299년 7월 15일 | 후임 호콘 5세 |